# 레인 맨
《레인 맨》(영어: Rain Man)은 1988년 개봉한 미국의 로드 코미디 드라마 영화이다. 배리 레빈슨이 감독하고, 배리 모로와 로널드 배스가 각본을 썼다.
이기적인 수완가 찰리(톰 크루즈 분)는 아버지가 사망한 뒤 유산 대부분을 차지한 형 레이먼드(더스틴 호프먼 분)의 존재를 알게 된다. 영화는 이후 자폐성 장애 당사자이며 암기력이 뛰어난 레이먼드와 공통점이 전혀 없는 찰리가 점차 형제애를 깨달아 가는 과정을 묘사한다. 실존 인물인 킴 피크가 레이먼드의 모델이다.
1989년 제61회 아카데미상에서 작품상, 감독상, 남우 주연상(호프먼), 주제가상을 수상하고, 제39회 베를린 국제 영화제에서 황금곰상을 받았다. 이 영화는 2024년 현재 아카데미 작품상과 베를린 황금곰상을 같은 해에 동시에 수상한 유일한 영화이다.

## 줄거리
여피족인 수집용 차 중개인 찰리 배빗은 회색시장 람보르기니 스포츠카 여러 대를 로스앤젤레스로 수입해 재판매하려고 한다. 찰리는 예비 구매자들에게서 계약금을 미리 받아 차를 구매하는 데 쓴 대출금을 갚은 상태이다. 그러나 환경 보호청이 해당 자동차가 배기 가스 배출 기준 검사를 통과하지 못했다고 판단하면서 수입 절차가 무기한 보류된다.
찰리는 소원했던 아버지가 세상을 떠났다는 소식을 듣고 재산을 정리하기 위해 여자친구 수재나와 함께 신시내티로 향한다. 그러나 찰리는 장미 나무 덤불과 뷰익 로드마스터 컨버터블 한 대만을 물려받고 나머지 300만 달러는 익명의 수탁자에게 넘어간다. 찰리는 그 돈의 신탁과 직접 연결돼 있는 정신 병원을 방문해 그간 존재를 알지 못했던 형 레이먼드를 만난다.
레이먼드는 자폐와 새번트 증후군을 앓고 있어 사회적 기술은 부족하나 뛰어난 직관 기억력을 지녔다. 찰리는 레이먼드를 몰래 빼내 호텔로 데려오고, 수재나는 레이먼드를 제대로 대하지 않는 찰리를 비난한 뒤 떠나 버린다. 찰리는 레이먼드의 담당의 제럴드 브루너에게 레이먼드를 돌려받고 싶다면 유산의 절반을 달라고 흥정하지만 브루너는 단호히 거부한다. 찰리는 신탁을 장악하기 위해 레이먼드의 보호권을 얻기로 결심한다.
레이먼드가 로스앤젤레스행 비행기 탑승을 거부해 찰리는 레이먼드를 차를 태우고 국토를 횡단하게 된다. 레이먼드가 평소 철저히 지키는 일과를 계속 고수하겠다고 고집을 부리면서 이동은 예상보다 더디게 진전된다.
찰리는 레이먼드가 일반 인간의 능력 범위를 벗어나는, 복잡한 암산과 직산을 수행할 수 있다는 것을 알게 된다. 또한 찰리는 레이먼드가 자신이 “레이먼드”를 잘 발음하지 못하던 어린 시절에 “레인맨”이라고 부르던 존재임을 깨닫는다. 찰리는 레인맨을 상상 속 친구로 착각해 왔지만 사실 어려서 두 사람은 같이 살았고, 하루는 레이먼드가 뜨거운 욕조 물에 화상을 입지 않게 유아였던 찰리를 구조했는데 상황을 오해한 형제의 아버지는 레이먼드가 찰리를 다치게 할 뻔했다며 시설에 집어넣었던 것이다.
로스앤젤레스에 거의 다 도착했을 때 찰리는 채권자들이 람보르기니 스포츠카를 압류했다는 사실을 알게 되고, 구매자들에게 환불 조치를 하게 되면서 막대한 빚을 진다. 찰리는 돈을 벌기 위해 막 지나쳤던 라스베이거스로 돌아가 카지노 시저스 팰리스를 방문해 레이먼드와 함께 블랙잭과 카드 카운팅을 한다. 카지노 사장들은 결국 감시 카메라 판독으로 형제의 수법을 간파하고 떠날 것을 요청하지만, 그 전에 찰리는 빚을 갚기에 충분한 86,000 달러를 번다. 한편 라스베이거스에서 형제와 재합류한 수재나는 찰리와 화해한다.
로스앤젤레스로 돌아온 찰리에게 브루너는 25만 달러를 줄테니 레이먼드를 두고 가라고 하지만 찰리는 이를 거부한다. 찰리는 더이상 상속을 받지 못한 것에 연연하지 않으며 형 레이먼드와의 인연이 소중할 뿐이다. 그러나 국선 정신과 의사와의 접견에서 레이먼드는 원하는 것을 스스로 결정할 능력이 없는 상태로 나타난다. 승소한 브루너는 레이먼드를 데리고 신시내티행 대중 교통 열차에 오른다. 찰리는 레이먼드와 작별하며 2주 후에 방문하겠다고 약속한다.

## 출연진
- 더스틴 호프먼 - 레이먼드 “레이” 배빗 역
- 톰 크루즈 - 찰스 “찰리” 배빗 역
- 발레리아 골리노 - 수재나(수산나) 역
- 제리 몰런 - 제럴드 브루너 의사 역
- 랠프 시모어 - 레니 역
- 마이클 D. 로버츠 - 번 역
- 보니 헌트 - 샐리 디브스 역
- 베스 그랜트 - 농가의 어머니 역
- 루신다 제니 - 아이리스 역
- 배리 레빈슨 - 의사 역
- 잭 머독 - 존 무니 역

## 제작

### 촬영
본 촬영은 신시내티와 켄터키주 북부에서 진행되었다. 그 외에 캘리포니아주 팜스프링스에서도 일부 장면 촬영이 이뤄졌다.

## 사운드트랙
사운드트랙에는 다음과 같은 곡이 쓰였다.
1. Iko Iko - 더 벨 스타스
2. Scatterlings of Africa - 조니 클레그 앤드 서부카
3. Please Love Me Forever - 토미 에드워즈
4. Lonely Avenue - 이언 길런, 로저 글러버
5. Dry Bones - 더 델타 리듬 보이스
6. Beyond the Blue Horizonn - 루 크리스티[8]
7. Stardust - 롭 와서먼, 에런 네빌
8. Lonely Women Make Good Lovers - 밥 루먼
9. At Last - 에타 제임스
10. Nathan Jones - 바나나라마
11. Wishful Thinking - 조코 마설리노
12. Lovin' Ain't So Hard - 조코 마설리노
13. I Saw Her Standing There

## 수상
| 연도 | 상                        | 부문                         | 수상자                   | 결과 | 출처   |
| ---- | ------------------------- | ---------------------------- | ------------------------ | ---- | ------ |
| 1989 | 제61회 아카데미상         | 작품상                       | 마크 존슨                | 수상 | [ 9 ]  |
| 1989 | 제61회 아카데미상         | 감독상                       | 배리 레빈슨              | 수상 | [ 9 ]  |
| 1989 | 제61회 아카데미상         | 남우 주연상                  | 더스틴 호프먼            | 수상 | [ 9 ]  |
| 1989 | 제61회 아카데미상         | 각본상                       | 배리 모로, 로널드 배스   | 수상 | [ 9 ]  |
| 1989 | 제61회 아카데미상         | 미술상                       | 아이다 랜덤, 린다 더세나 | 후보 | [ 9 ]  |
| 1989 | 제61회 아카데미상         | 촬영상                       | 존 실                    | 후보 | [ 9 ]  |
| 1989 | 제61회 아카데미상         | 편집상                       | 스튜 린더                | 후보 | [ 9 ]  |
| 1989 | 제61회 아카데미상         | 음악상                       | 한스 치머                | 후보 | [ 9 ]  |
| 1989 | 제39회 베를린 국제 영화제 | 황금곰상                     | 배리 레빈슨              | 수상 | [ 10 ] |
| 1989 | 제39회 베를린 국제 영화제 | 베를리너 모르겐포스트 독자상 | 배리 레빈슨              | 수상 | [ 10 ] |

## 대한민국 방영
- EBS 1TV 《일요시네마》에서 수 차례에 걸쳐 편성되었다.

## 우리말 녹음
MBC 성우진
- 배한성 - 레이먼드(더스틴 호프먼)
- 김관철 - 찰리(톰 크루즈)

## 같이 보기
- 말아톤
- 킴 픽
- 새번트 증후군
- 케이마트
- 루트 66
- 애벗과 코스텔로